# نجاح الموجي
نجاح الموجي (11 يونيو 1945 - 25 سبتمبر 1998) هو ممثل مصري، اسمه الحقيقي عبد المعطي محمد الموجي. استعار اسم (نجاح) من اسم شقيقه الأكبر عرفاناً له لدعمه وتشجيعه دائماً.

## حياته
حصل على درجة البكالوريوس من المعهد العالي للخدمة الاجتماعية، كما حاول التقدم للمعهد العالي للفنون المسرحية عدة مرات. بدأ الموجي حياته مع ثلاثي أضواء المسرح في أواخر الستينات، عندما أسند إليه المخرج محمد سالم والفنان جورج سيدهم دورًا هامًّا في مسرحية «فندق الأشغال الشاقة» عام 1969. وقد أثرى الموجي شاشتي التليفزيون والسينما بأعماله الكوميدية التي ترك منها رصيداً كبيراً خاصة في المسرح، أهمها دوره في مسلسل أهلاً بالسكان عام 1984.
وقد تخرج في المعهد العالي للخدمة الاجتماعية ولم يترك وظيفته في هذا المجال إلى جانب عمله في مجال الفن حتى وصل إلى درجة وكيل وزارة.

## أعماله

### الأفلام
- 4-2-4
- 1982 من يطفئ النار
- 1984 الحريف – شوارع من نار
- 1985 صاحب الإدارة بواب العمارة – مغاوري في الكلية – النساء
- 1986 امرأة مطلقة – موعد مع القدر – مدافن مفروشة للإيجار- الحب فوق هضبة الهرم
- 1987 سكة الندامة - أربعة في مهمة رسمية
- 1989 أيام الغضب – اغتصاب
- 1991 المساطيل – الكيت كات
- 1992 الحب في طابا
- 1993 ليه يا بنفسج
- 1993 131 أشغـال
- 1994 زيارة السيد الرئيس
- 1995 طأطأ وريكا وكاظم بك – قليل من الحب كثير من العنف – البحر بيضحك ليه
- 1996 التحويلة – الحب في ظروف صعبة

### المسرحيات
- فندق الثلاث ورقات (1974)
- عروسه تجنن (1980)
- المتزوجون (1981)
- سيرك يا دنيا (1982)
- 10 على باب الوزير (1982)
- يوم عاصف جداً (1983)
- أنا وصاحبي في الكازوزة (1986)
- ابتسامة وراء القضبان (1986)
- خد الفلوس واجري (1987)
- الدور الرابع شقة 9 (1990)
- الواد ده كويتي (1994)
- مولد سيدي المرعب (1998)
- يا أنا يا إنت
- إلعب غيرها
- مطلوب مجرمين فوراً
- مين ضحك على مين
- رقص الديوك (1998)
- بوم شيكا بوم

### المسلسلات التليفزيونية
- العائلة
- مصرع المتنبي·
- أهلا بالسكان.
- الغربة.
- الشارع الجديد.
- مشوار.
- ريش على مافيش.
- بوابة الحلواني
- الفلوس.
- البحث عن الضحية.
- عباسيه واحد
- سفر الأحلام
- وكسبنا القضيه

## وفاته
توفي الفنان الكوميدي عبد المعطي محمد الموجي «نجاح الموجي» فجر يوم الجمعة 25 سبتمبر 1998 بالقاهرة إثر أزمة قلبية فاجأته بعد عودته إلى منزله من المسرح حيث كان يقوم بدوره في مسرحية سيدي المرعب.
وشيعت الجنازة عقب صلاة الجمعة من مسجد رابعة العدوية بمدينة نصر.

## روابط خارجية
- نجاح الموجي على موقع IMDb (الإنجليزية)
- نجاح الموجي على موقع الدهليز
- نجاح الموجي على موقع قاعدة بيانات الأفلام العربية
- نجاح الموجي على موقع ديسكوغز (الإنجليزية)
- نجاح الموجي على موقع قاعدة بيانات الفيلم (الإنجليزية)